# 阿洛伊修斯·貝爾特朗

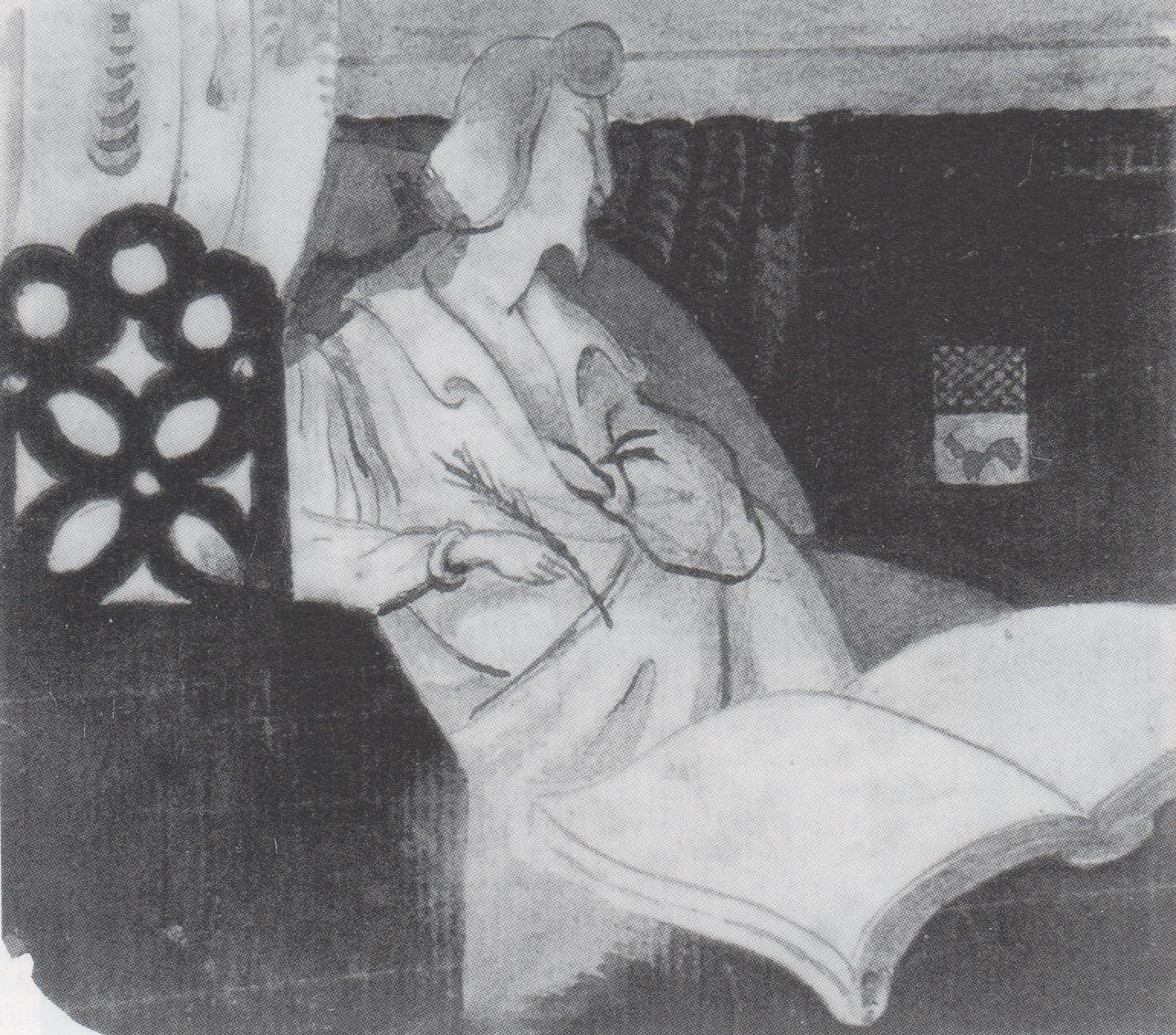
阿洛伊修斯·貝爾特朗自畫像

阿洛伊修斯·貝爾特朗（1807年4月20日 - 1841年4月29日），是一位法国浪漫主义诗人、剧作家和记者。

## 生平
阿洛伊修斯·貝爾特朗於1818年至1826年期間在第戎的一家學校就讀 ，并在当地的报纸上發表自己的散文和诗歌作品。 